# Deception Island

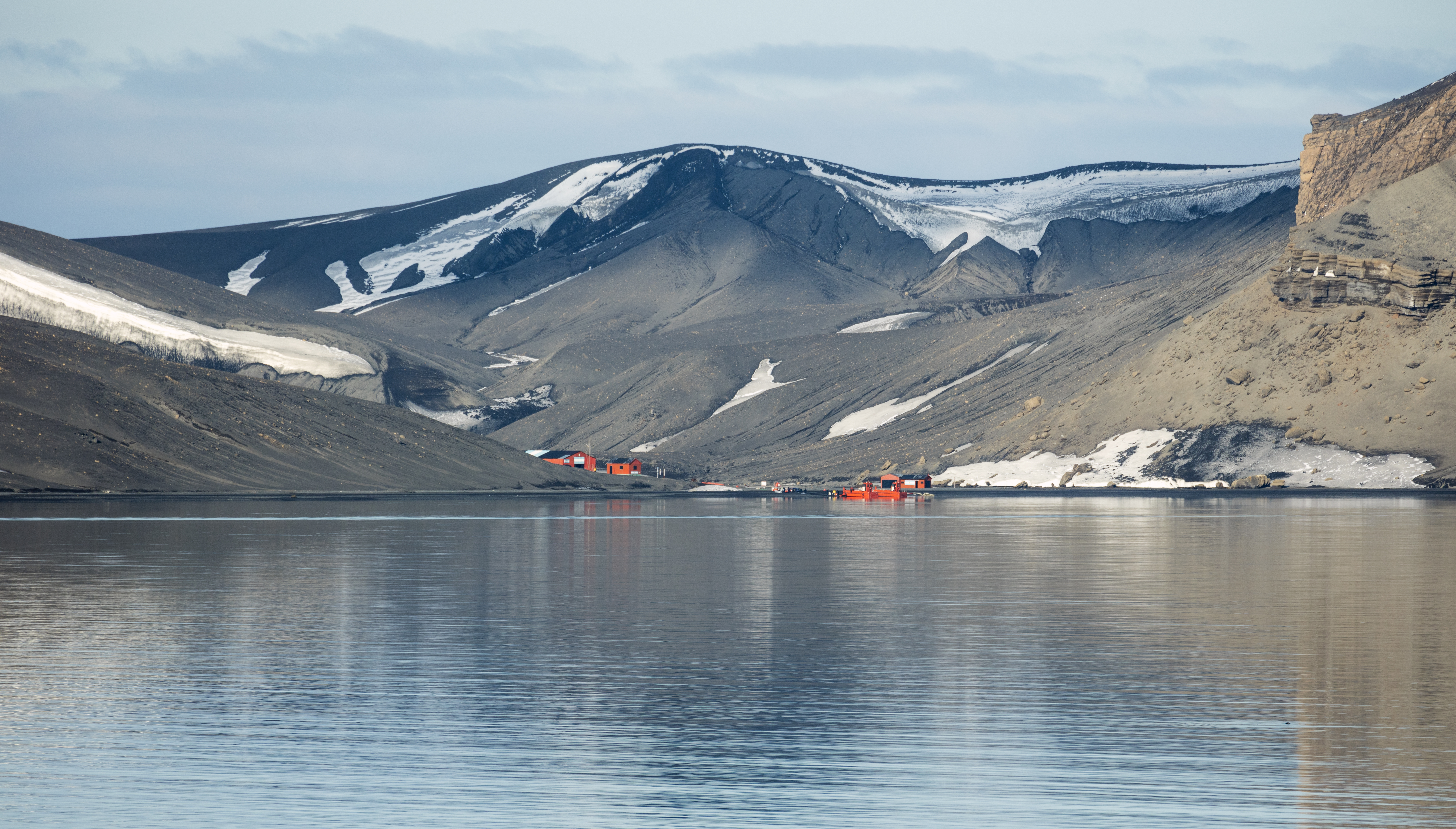
Argentinská základna (2016)

Deception Island je ostrov v souostroví Jižní Shetlandy, leží na něm jeden z nejbezpečnějších přístavů v Antarktidě. Tvoří jej kaldera činné sopky, která v letech 1967 a 1969 vážně poškodila zdejší výzkumné základny. Na ostrově bývala velrybářská stanice, dnes je turistickou destinací a vědeckou základnou, je zde argentinská a španělská výzkumná stanice. Nad ostrovem vyhlásilo roku 1908 suverenitu Spojené království a dnes se jedná o součást Britského antarktického území. Tento nárok je rozporován Argentinou a Chile, Antarktický smluvní systém ale stejně zakazuje nároky uplatňovat.

## Poloha
Ostrov v Bransfieldově průlivu připomíná podkovu, má okrouhlý tvar o nejdelším průměru 15 km. Nejvyšší vrchol Mount Pond leží na východní straně a dosahuje výšky 539 m, na západní straně se do výšky 452 m tyčí Mount Kirkwood. Více než polovinu ostrova (57 %) pokrývají až 100 metrů tlusté ledovce, ledem pokryté morény a pyroklasty. Střed ostrova je zaplaven mořem, tvoří rozlehlý záliv, který se nazývá Port Foster. Měří okolo 10 km na délku, šířka je asi 7 km. Vjezd do zátoky, který se jmenuje Neptune's Bellows, je úzký, má asi jen 500 m. Dno zátoky spadá až do hloubky 170 m, je ploché s několika menšími podmořskými útvary sopečného původu. Zátoku obkružuje pobřežní lavice s písčito-štěrkovými plážemi. Vnější pobřeží lemují 30–70 m vysoké útesy.

## Historie

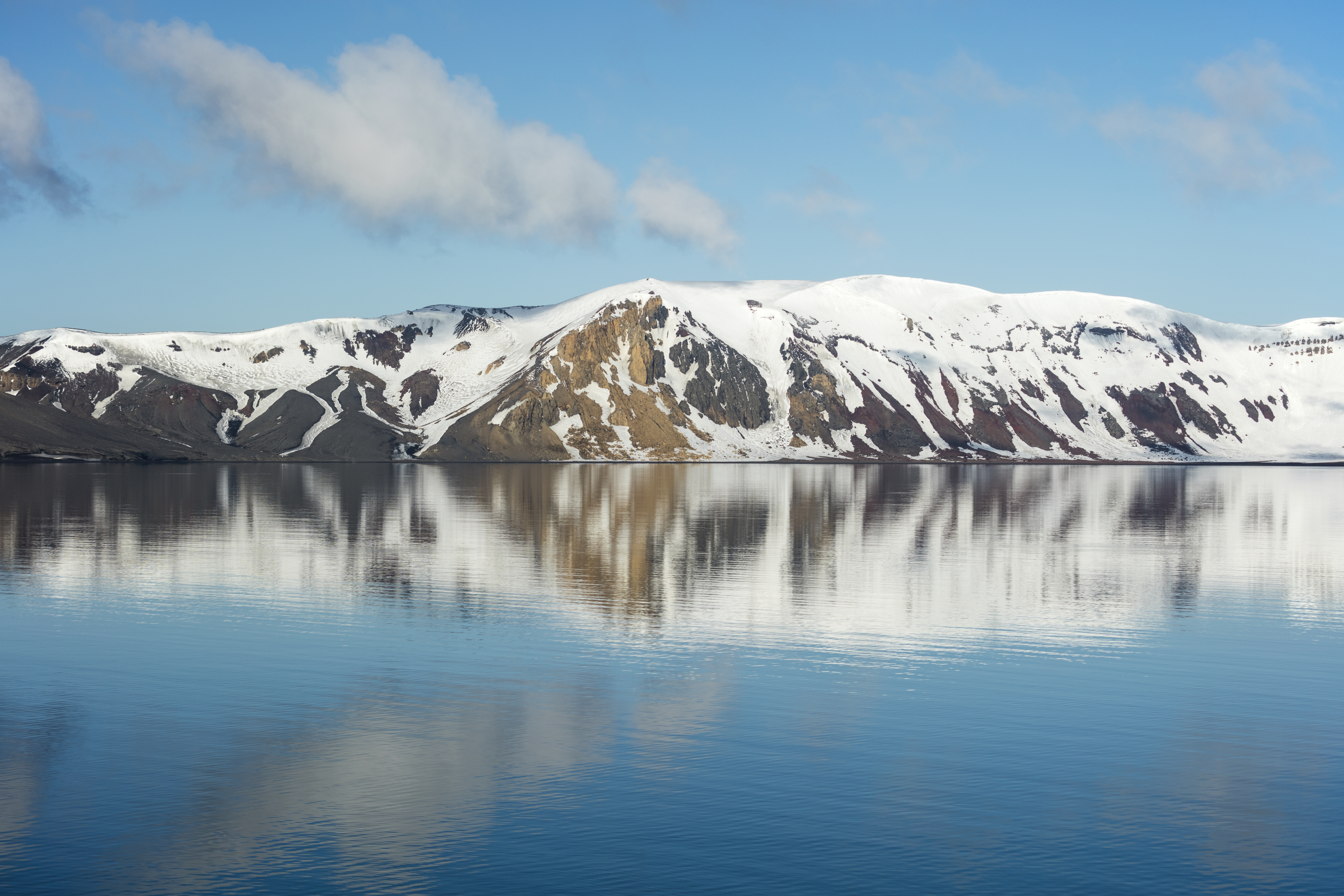
Pohled ze středu kaldery směrem západoseverozápadním

První spolehlivé pozorování ostrova pochází od britských lovců tuleňů Williama Smithe a Edwarda Bransfielda plavících se v lednu 1820 na brize Williams. Ostrov poprvé navštívil a prozkoumal americký lovec tuleňů Nathaniel Palmer plující na šalupě Hero. Přistál 15. listopadu 1820, setrval dva dny a prozkoumal centrální záliv. Nazval ostrov Deception kvůli klamnému dojmu, který vyvolává. Zvnějšku se zdá být obyčejným ostrovem, ale teprve po proplutí úzkým vjezdem je zřejmé, že skalnatý prstenec obkružuje zaplavenou kalderu.
Palmer patřil k americké flotile ze Stoningtonu, jíž velel Benjamin Pendleton. Sestávala ze šesti lodí a Port Foster používala v letech 1820–1821 jako operační základnu. Nedaleko ostrova se  Palmer lednu 1821 setkal s první ruskou antarktickou expedicí vedenou F. F. Bellingshausenem.

### Lov tuleňů a velryb
Na pár let se Deception stal centrem průmyslového lovu tuleňů na Jižních Shetlandách. V letním období 1819–1820 připlulo pár lodí, o rok později jejich počet stoupl téměř na stovku. Na ostrově sice nežila nijak velká populace tuleňů, zato byl dokonalým přirozeným přístavem, většinou nezamrzajícím a chráněným před větrem. Někteří muži nejspíše žili během krátkého léta ve stanech či chatrčích na břehu, i když ani archeologické výzkumy ani dokumenty to nepotvrzují. Lovci kožešinová zvířata na Jižních Shetlandách během několika let vybili a lov tuleňů skončil stejně rychle, jako začal. Ostrov byl okolo roku 1825 znovu opuštěn.

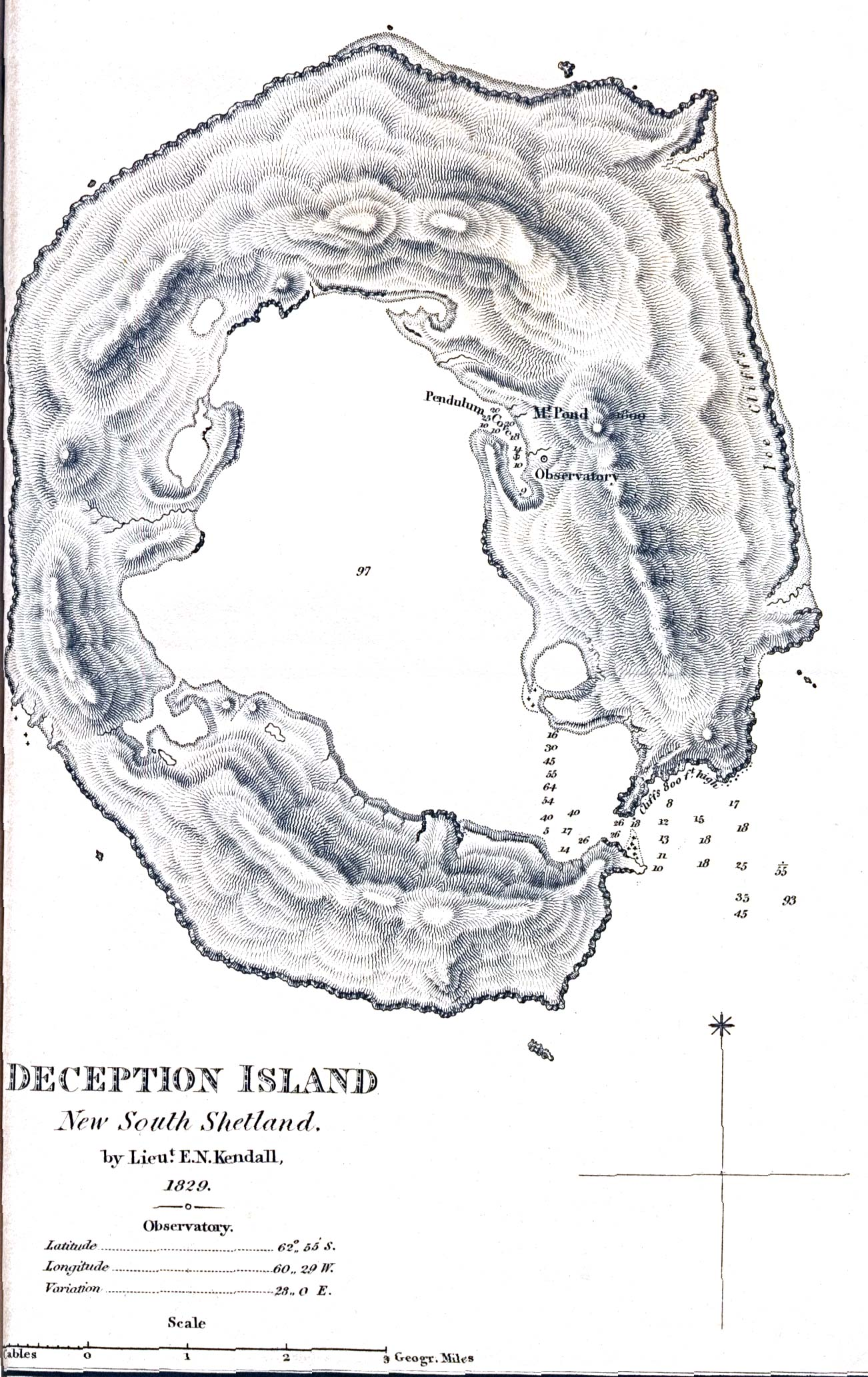
Ostrov na mapě z roku 1829

 Námořní kapitán Robert Fildes v sezóně 1820–1821 zmapoval Port Foster, v roce 1829 to byla první publikovaná námořní mapa Antarktidy.
Na ostrově se v roce 1829 zastavila britská námořní expedice pod velením námořního kapitána Henryho Fostera plující na lodi HMS Chanticleer. Provedli zde topografický průzkum a vědecké experimenty, především s kyvadlem a také měření magnetismu. Tehdy byl ostrov patrně poprvé zobrazen, poručík Kendall zachytil Deception na akvarelu. Další návštěva amerických lovců na lodi Ohio v roce 1842 poprvé zaznamenala vulkanickou aktivitu, popsala jižní pobřeží v plamenech.
Druhé období lidské činnosti začíná na počátku 20. století. V roce 1904 byla na Jižní Georgii zřízena velrybářská základna. Průmyslové zpracování velryb využívalo nové technologie a téměř nedotčená velrybí populace jižních moří přinášela rychlé zisky. Velrybářství se rozšířilo dále na jih k Jižním Shetlandům, které však postrádaly infrastrukturu. Ulovené velryby byly proto taženy k zakotveným továrním lodím ke zpracování, Deception jim poskytoval chráněný přístav a dostatek pitné vody. V roce 1906 začala norsko-chilská velrybářská společnost Sociedad Ballenera de Magallanes používat Whalers Bay jako základnu pro svoji jedinou loď Gobernador Bories.
Následovali ji i další velrybáři, antarktické léto přečkávaly na ostrově stovky lidí z až třinácti lodí, které zde ve vrcholném období operovaly. V roce 1908 vyhlásila britská vláda svoji svrchovanost nad územím a začlenila jej do Falklandských dependencí. Zřídila poštovní služby a jmenovala celníky a úředníky spravující ostrov. Starali se o výběr poplatků pro falklandskou správu od velrybářů  a dbali na dodržování lovných kvót. V roce 1908 byl zřízen hřbitov, od roku 1912 je v provozu rádiová stanice a také železnice na lidský pohon. Malé trvalé sídlo správních úřadů bylo postaveno v roce 1914. Na hřbitově, daleko největším v Antarktidě, bylo pohřbeno 35 mužů a rovněž zřízen památník více než deseti utonulým.
Nebyly to jediné stavby. Při zpracování velryb na lodích končilo až 40 % velrybího tuku v odpadu, proto norská společnost Hvalfangerselskabet Hektor A/S zřídila v roce 1912 továrnu, první pozemní zpracovatelské zařízení, které kdy v Antarktidě úspěšně pracovalo. V prvních letech dosáhla vysokých zisků. V těchto letech navštívila ostrov řada výzkumných expedic, mezi nimi Wilkinsova–Hearstova expedice v roce 1928, kdy Lockheed Vega startoval z pobřežní dráhy k prvním letům v Antarktidě.
Ve dvacátých letech začaly být velrybářské lodě vybavovány na zádi skluzem, to umožnilo vtáhnout na palubu celý úlovek. Velrybářské společnosti přestaly být vázány na chráněná kotviště. Tím se vyhnuly licenčním poplatkům a přestaly dodržovat množstevní kvóty. Následoval rozmach lovu v Antarktidě, který přivodil nadprodukci velrybího tuku a zhroucení trhu, kdy méně ziskové a silněji regulované společnosti na pevnině v konkurenci neobstály. Začátkem roku 1931 ukončila továrna Hektor činnost a ostrov zcela ztratil pro komerční lov velryb na významu.

### Výzkum
Hubert Wilkins odstartoval 16. listopadu 1928 z dráhy ve Whalers Bay k prvnímu letu nad Antarktidou.
Po jedno desetiletí zůstal ostrov opuštěn, avšak v roce 1941 připlula britská pomocná loď SS Queen of Bermuda, která zničila zásobníky a některá zbylá zařízení, aby nemohly být využity pro německou základnu.